# Al-Ahli (Doha)
 For alternative betydninger, se Al-Ahli. (Se også artikler, som begynder med Al-Ahli)
Al Ahli SC (arabisk:النادي الأهلي الرياضي), også kendt som Al Ahli Doha er en sportsklub baseret i Doha, Qatar. Det er mest kendt for sin professionelle fodboldsektion. Deres hjemmebane er Hamad bin Khalifa Stadium. Det er den ældste sportsklub i Qatar, der blev etableret i 1950.
| Sport | Spire Denne artikel om sport er en spire som bør udbygges. Du er velkommen til at hjælpe Wikipedia ved at udvide den. |